# All Time Low
All Time Low — американская рок-группа, образовавшаяся в Балтиморе, штат Мэриленд в 2003 году. Группа состоит из вокалиста и ритм-гитариста Алекса Гаскарта, гитариста и бэк-вокалиста Джека Бараката, басиста и бэк-вокалиста Зака Меррика и барабанщика Райана Доусона.
На момент создания группы участники ещё учились в школе. Название группы взято из строк песни New Found Glory — Head on Collision. На данный момент группа выпустила 9 студийных альбомов, 2 лайв-альбома и 6 EP. Их последний на данный момент, девятый альбом Tell Me I’m Alive вышел 17 марта 2023 года.

## История группы

### Формирование группы иThe Party Scene(2003—2006)
Ещё учась в школе в 2003 году, All Time Low начали исполнять каверы на песни прочих рок-групп, таких как Blink-182. В начальном составе группы были Алекс Гаскарт — вокал, Джек Баракат — гитара, TJ Ihle — гитара и бэк-вокал, Крис Кортилелло на бас-гитаре и Райан Доусон на ударных. Кортилелло и Ihle покинули группу, в результате чего группа бездействовала, пока к группе не присоединился Зак Меррик, который занял место басиста, а Гаскарт взял на себя гитару. В ноябре группа выпустила EP, состоящий из четырёх песен. Позже, в 2004 году, они подписали контракт с Emerald Moon Records и выпустили свой дебютный EP The Three Words to Remember in Dealing with the End в 2004 году. В июле 2005 года они выпустили студийный альбом The Party Scene.
В декабре 2005 группа объявила о конце сотрудничества с Emerald Moon Records. Amber Pacific, с которыми ATL были в одном туре, привлекли внимание лейбла Hopeless Records к группе. Лейбл был впечатлён группой и в марте 2006 года он Hopeless Records подписал All Time Low.
До окончания средней школы в 2006 году All Time Low подписали ещё один контракт, на этот раз с Hopeless Records. Группа заявила в интервью, что они начинают серьёзно относиться к музыке перед выпуском Put Up or Shut Up EP в июле 2006 года.
Позже All Time Low начали оживленный тур для EP в конце 2006 года. После тура группа начала писать материалы для своего второго студийного альбома. Во время тура с другими группами, All Time Low привлекли внимание Hopeless Records и подписали с ними контракт. В 2006 году они выпустили Put Up or Shut Up EP, который занял 20-е место в американском музыкальном хит-параде.

### So Wrong, It’s Right(2007—2008)
All Time Low выпустили свой второй альбом So Wrong, It’s Right в сентябре 2007 года. Сингл из альбома Dear Maria Count Me In стал первым синглом группы, который достиг 86 строчки на POP 100.

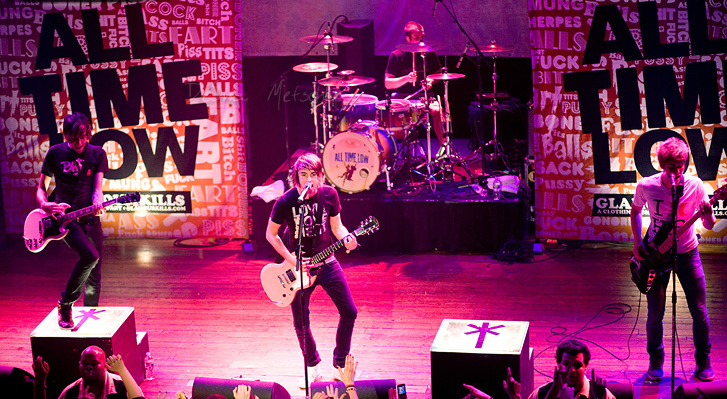
All Time Low в House of Blues в Чикаго в 2008 году

После выхода So Wrong, It Right , All Time Low быстро завоевали популярность. В начале 2008 года группа завершила свой первый самостоятельный тур the Manwhores and Open Sores Tour. 12 февраля 2008 года группа дебютировала на Total Request Live на MTV, а 7 марта 2008 года группа дала свой первый концерт для телевидения на Jimmy Kimmel Live!, а потом выступила на MTV Woodie Awards.
С марта по май 2008 года группа участвовала в AP Tour в качестве хэдлайнера вместе с The Rocket Summer. D мае группа выступила на Give It a Name festival в Лондоне. Также в мае 2008 группа вместе с Cobra Starship была хэдлайнером тура по Великобритании. В июле 2008 года группа возглавила Shortest Tour Ever. С середины июля до середины августа они играли в Vans Warped Tour. Они завершили год туром под названием Compromising of Integrity, Morality & Principles in Exchange for Money Tour (Тур нарушения честности, морали и принципов в обмен на деньги).
В декабре 2008 года All Time Low завоевали звание «Группа года» журнала Alternative Press.

### Nothing Personal(2009—2010)
В начале 2009 года All Time Low подтвердили в интервью для британского журнала Rock Sound, что они начали записывать материал для третьего альбома и признались, что они сотрудничали с артистами и продюсерами, чтобы помочь написать совместно несколько песен.
ATL выпустили альбом Nothing Personal 7 июля 2009 года. Главный сингл альбома «Weightless» был выпущен в марте 2009 года.
Журнал Billboard предсказал, что альбом мог войти в первую десятку Billboard 200 на его дебютной неделе, с продажами примерно от 60 000 до 75 000. Nothing Personal дебютировал под номером 4 в чарте Billboard с продажами в 63 000 копий, что стало самым высоким результатом среди всех альбомом группы на сегодняшний день.
Весной 2009 года All Time Low приняли участие в туре группы Fall Out Boy под названием Believers Never Die Tour Part Deux вместе с Metro Station, Cobra Starship, и Hey Monday. All Time Low также объявили о гастролях в Австралии и Японии в июне 2009 года с группой Set Your Goals. Группа также провела десятидневный тур по США с группами We the Kings, Cartel и Days Difference. Они возглавили Warped Tour 2009 с 19 июля до конца тура. Затем, группа выступила на фестивале Voodoo Experience 2009, в котором также участвовали Эминем, Kiss и The Flaming Lips в качестве хэдлайнеров. All Time Low завершили европейский тур осенью 2009 года при поддержке The Audition и The Friday Night Boys . All Time Low также возглавили тур The Glamour Kills с We The Kings , Hey Monday и The Friday Night Boys, который проходил с 15 октября 2009 года по 6 декабря 2009 года.
Вскоре All Time Low объявили о контракте с лейблом Interscope Records. В декабре 2009 All Time Low победила в номинации «Лучшая Поп-Панк группа» от Top In Rock Awards.

### Dirty Work(2010—2011)

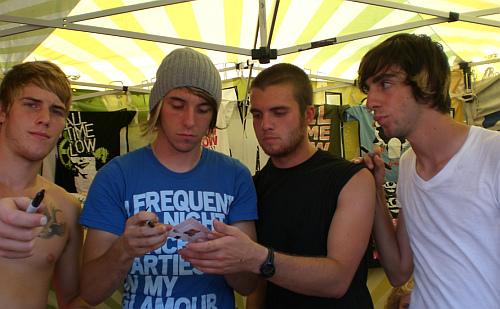
All Time Low в 2010 году

Группа вернулась в Ирландию и Великобританию в феврале 2010, став хедлайнерами Kerrang! Relentless Tour 2010, выступая вместе с The Blackout, My Passion и Young Guns. Они так же сыграли в некоторых странах Европы, в большинстве из которых они не бывали до этого. После этого All Time Low сыграли ещё несколько концертов в Австралии, после чего снова вернулись в Англию выступив на фестивале Reading and Leeds 2010.
15 марта 2010 года группа выпустила песню «Painting Flowers» для альбома Almost Alice, саундтреку к фильму «Алиса в стране чудес».
После этого они начали писать для своего нового альбома Dirty Work, который стал их первым альбом, поддерживающимся крупным лейблом.
Выпустив первый сингл «I Feel Like Dancin'» весной 2011, группа отправилась в тур Gimme Summer Ya Love Tour, выступая на одной сцене с Mayday Parade, We Are The In Crowd, The Starting Line, Brighter и The Cab.
6 июня альбом наконец увидел свет и он стал самым коммерчески успешным на тот момент, заняв 13-е место в чартах Австралии и Канады и № 6 в Billboard 200.

### Don’t Panic(2012—2013)
В мае 2012 года All Time Low покинули свой лейбл Interscope Records и выпустили новую песню под названием «The Reckless and the Brave» 1 июня через свой сайт в качестве бесплатной загрузки. Группа объявила, что они работали над новым студийным альбомом, который должен выйти в 2012 году. 3 июля All Time Low объявили о том, что они снова подписали контракт с Hopeless Records и новый альбом будет выпущен во второй половине 2012 года. 10 августа они объявили, что их новый альбом под названием Don’t Panic будет выпущен 9 октября на Hopeless Records. 24 августа в Alternative Press была выпущена новая песня под названием «For Baltimore». Затем был выпущен следующий сингл «Somewhere in Neverland» и попал в топ-50 в списке iTunes в США.

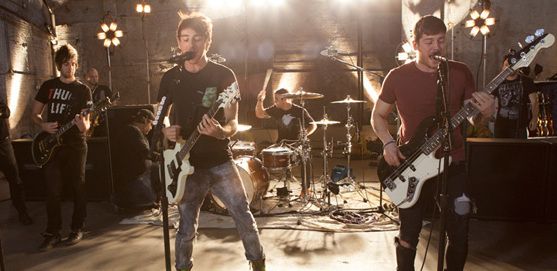
Выступление All Time Low в 2012 году

После завершения Warped Tour (июнь-август 2012) группа объявила тур «Rockshow at the End of the World» с The Summer Set, The Downtown Fiction и Hit The Lights. Они отправились в Дублин 20 августа, затем в Абердин 22 августа, и в Эдинбург 23 августа 2012 года. Затем они сыграли серию шоу по всей Европе, в том числе вместе с Green Day в Германии. All Time Low были объявлены в линейке Soundwave в 2013 году для Австралии.
27 сентября All Time Low выпустила песню «Outlines», в которой участвовал Джейсон Вена из группы Acceptance, через MTV. За неделю до его выпуска, 2 октября, YouTube-канал Hopeless Records опубликовал весь альбом Don’t Panic с текстом для всех песен.
В сентябре 2013 года группа переиздала свой альбом как Don’t Panic: It’s Longer Now!. В нём были представлены четыре новых записанных песни и четыре дополнительных акустических ремикса, а также 2 сентября был выпущен ведущий сингл «A Love Like War» с участием Вика Фуэнтеса из Pierce the Veil. Начиная с 23 сентября All Time Low гастролировали с Pierce the Veil в качестве поддержки тура House Party Tour группы A Day To Remember.

### Future Hearts(2014—2016)

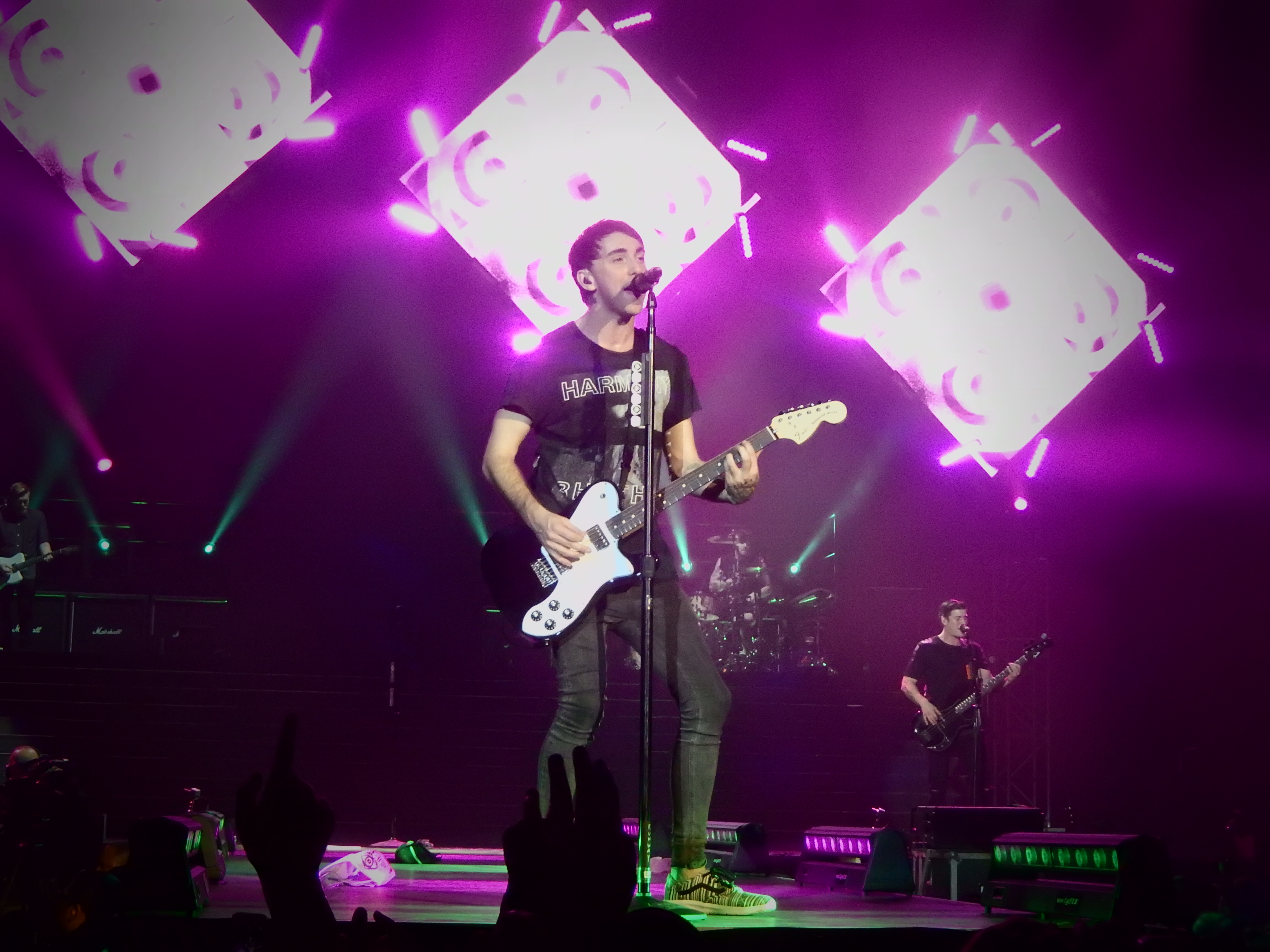
All Time Low на O2 арене в Лондоне в 2016 году

8 марта All Time Low отправились в Великобританию в рамках A Love Like War: UK Tour до поездки в США 28 марта на оставшуюся часть тура. В клипе для их песни «The Irony of Choking on Lifesaver» были использованы видео из этого тура. Премьера состоялась на Kerrang! 14 мая.
Их следующий альбом был записан с продюсером Джоном Фельдманом. Альбом Future Hearts был анонсирован с первым синглом «Something’s Gotta Give», премьера которого состоялась на Radio One 11 января 2015 года. Второй сингл «Kids In The Dark» был выпущен 9 марта 2015 года. Группа выступала на фестивале Soundwave 2015 в Австралии и возглавляла тематические шоу. Они объявили весенний тур в 2015 году при поддержке Issues, Tonight Alive и State Champs и совместное турне по Великобритании с You Me At Six. Альбом Future Hearts был представлен как № 2 на Billboard 200 и был продан в количестве 75 000 копий за первую неделю. Он также достиг высокой позиции в UK Albums Chart с почти 20 000 продаж за первую неделю.
В июле 2015 года группа получила четыре награды на конкурсе Alternative Press Music Awards.
С тех пор группа гастролировала и выпускала музыкальные клипы, в том числе «Runaways» в августе 2015 года. 1 сентября 2016 года группа выпустила новую песню под названием «Take Cover», которая на следующий день была официально выпущена с видеоклипом в качестве бонусного трека для их концертного альбома Straight to DVD II: Past, Present, and Future Hearts.

### Last Young Renegade(2017—2019)
В середине февраля 2017 года группа объявила о новом сингле, премьера которого произойдет на BBC Radio 1 в Breakfast Show с Ником Гримшоу под названием «Dirty Laundry». Клип был снят Пэтом Трейси, который также снял клип для их песни «Missing You». Это был первый релиз после смены лейблов с Hopeless Records на Fueled by Ramen. Альбом Last Young Renegade был выпущен 2 июня 2017 года. Группа также выпустила кавер на песню «Longview» группы Green Day для их документального фильма «Green Day: The Early Years».
1 марта 2018 года было объявлено, что All Time Low сыграют три концерта в 2018 году в Warped Tour.
26 мая 2019 года на фестивале Slam Dunk группа представила новую песню под названием «Getaway Green». 24 сентября 2019 года All Time Low в своём твиттере анонсировали перезапись альбома Nothing Personal в честь его десятилетней годовщины. Релиз перезаписанного альбома под названием  «It's Still Nothing Personal: A Ten Year Tribute» вместе с документальным фильмом о нём назначили на 8 ноября 2019. 8 ноября, как и планировалось, состоялся релиз «It's Still Nothing Personal: A Ten Year Tribute». В альбом вошли все песни с оригинального Nothing Personal, но в изменённом варианте. Также, на Youtube-канале группы был опубликован документальный фильм о создании альбома.

### Wake Up, Sunshine (2020—2022)
1 января 2020 года группа выпустила видео, в котором человек в костюме панды сжигает майку с символикой предыдущего альбома группы. Этим видео All Time Low хотели сказать, что эра «Last Young Renegade» подошла к концу. 21 января 2020 года группа выпустила новый сингл «Some Kind Of Disaster», а также клип на него. 17 февраля 2020 группа анонсировала новый альбом под названием «Wake Up, Sunshine». Релиз запланирован на 3 апреля 2020 года. Альбом состоит из 15 треков, среди которых есть совместные работы с рэпером Blackbear и группой The Band CAMINO. В альбом также войдёт ранее представленная песня «Getaway Green». 20 февраля All Time Low выпустили новый сингл «Sleeping In» вместе с клипом на него. 17 марта, после таинственного похищения барабанщика Райана Доусона пандой, была выпущена «Getaway Green». 21 марта группа обратилась к фанатам, сообщив, что в связи с пандемией коронавируса они планируют выпустить еще 3 песни до выхода альбома. 25 марта была выпущена «Melancholy Kaleidoscope», 27 марта вышла «Trouble Is», а последний сингл «Wake Up, Sunshine» вышел 31 марта.
Как и планировалось, восьмой альбом Wake Up, Sunshine был выпущен 3 апреля 2020 года. В этот же день вышел последний сингл с альбома «Monsters» вместе с лирическим видео. «Monsters» занимал первую строку в альтернативном чарте на протяжении 13 недель. 4 декабря 2020 года была выпущена новая версия «Monsters» с участием blackbear и Деми Ловато.
24 марта 2021 года группа выпустила новый сингл «Once In A Lifetime» вместе с музыкальным клипом. До конца этого же года были выпущены: сингл «Ghost Story» совместно с Cheat Codes и сингл «PMA» с участием группы Pale Waves.
2022 год в истории коллектива запомнился такими событиями, как выпуск кавера на песню исполнителя The Weeknd «Blinding Lights» и показом первого за долгое время видеоклипа новой песни «Sleepwalking», которая в последующем войдёт в девятый альбом.

### Tell Me I’m Alive (2023–настоящее время)
13 января 2023 года группа анонсировала свой девятый студийный альбом Tell Me I’m Alive, выход которого был запланирован на 17 марта. Одноимённый трек был выпущен вместе с видеоклипом в день анонса. В день Святого Валентина вышел клип «Modern Love», а 17 марта 2023 года американский лейбл Fueled by Ramen предоставил доступ к прослушиванию альбома Tell Me I’m Alive на стриминговых сервисах и персональном Youtube-канале группы.

## Участники группы
|                                                                                                  |  |  |  |
| Состав группы All Time Low. Слева направо: Алекс Гаскарт, Джек Баракат, Зак Меррик, Райан Доусон |  |  |  |

#### Нынешние участники
- Алекс Гаскарт (Alex Gaskarth) — вокал, ритм-гитара
- Джек Баракат (Jack Barakat) — бэк-вокал, соло-гитара
- Зак Меррик (Zack Merrick) — бэк-вокал, бас-гитара
- Райан Доусон (Rian Dawson) — ударные

#### Бывшие участники
- Крис Кортилелло — бас-гитара (2003)[57]
- TJ Ihle — соло-гитара, бэк-вокал (2003)[57]

## Дискография
- The Party Scene (2005)
- So Wrong, It’s Right (2007)
- Nothing Personal (2009)
- Dirty Work (2011)
- Don’t Panic (2012)
- Future Hearts (2015)
- Last Young Renegade (2017)
- Wake Up, Sunshine (2020)
- Tell Me I’m Alive (2023)